# Конрад I (герцог Лотарингії)
Конрад I Рудий (нім. Konrad der Rote; бл. 922 — 10 серпня 955) — герцог Лотарингії в 944—953 роках. Вважається одним з родоначальників Салічної династії.

## Життєпис
Походив зі знатного франконського роду. Син Вернера V, графа Вормсгау і Наегау. Його матір, за різними версіями була Гіка, донька Бургарда II, герцога Швабії; сестра або позашлюбна донька Конрада I, короля Німеччини. Народився близько 922 року.
Вперше письмово згадується 940 року як граф Хуонраду. Вже у 941 році перебував в почті короля Оттона I. У 941 році сприяв придушенню змови королівського брата Генріха. Того ж року після смерті батька успадкував графства Наегау і Вормсгау, а також отримав графство Ніддагау. У 942 році Конрад Рудий брав участь в укладанні Візеського миру, за яким Оттон I замирився з братом Генріхом. У 944 році отримав герцогство Лотаринзьке. Конрад досить швидко приборкав лотаринзьку знать. Він придушив заколот племінників колишнього лотаринзького герцога Гізельберта, які, спираючись на свій замок у Монсі, боролися за спадщину роду. 947 року Оттон I пошлюбив за нього свою доньку.
У 951 році супроводжував Оттона I в поході до Італії. В тому ж році відзначився у боротьбі проти Беренгара II, короля Італії. Невдовзі Конрад переконав Беренгара II прибути до Магдебургу та замиритися з Оттоном I. Але останній відмовився укладати угоду, що попередньо узгодив Конрад Рудий. Також вельми не гречно поставився до Беренгара II. Все це стало образою для гідності Конрада. Внаслідок цього 953 року він долучився до Ліудольфа, герцога Швабії (сина Оттона I). Проти Конрада виступила незадоволена ним лотаринзька знать, яку очолив один з племінників Гізельберта, граф Ено Реньє III. Конрад був розбитий на берегах Маасу і змушений був утікати. 
У відповідь імператор конфіскував Лотарингію. Герцогом Лотарингії став брат короля, архієпископ Кельнський Бруно Великий.. У 954 році Конрад навів на Лотарингію угорців, що спустошили Газбенгау, Намюр і Ено. Але невдовзі Ліудольф і Конрад зазнали остаточної поразки. Конрад Рудий вимушений був замиритися з Оттоном I, повернувши собі графства Вормсгау і Наегау.
954 року діяв спільно з маркграфом Геро I під час підкорення слов'янського племені укранів. У 955 році загинув в битві на річці Лех проти угрів.

## Родина
Дружина — Лютгарда, донька Оттона I, імператора Священної Римської імперії
Діти:
- Оттон (948—1004), герцог Каринтії